# Parafia Świętej Rodziny w Chełmsku Śląskim
Parafia Świętej Rodziny w Chełmsku Śląskim – parafia rzymskokatolicka w dekanacie Kamienna Góra Zachód w diecezji legnickiej. Jej proboszczem jest ks. Stanisław Kowalski. Obsługiwana przez księży diecezjalnych. Erygowana 2 stycznia 1301. Mieści się przy ulicy Powstańców Śląskich.

## Rys historyczny
Kościół parafialny pw. św. Józefa wzmiankowany był już w 1343 r. Obecny barokowy, rozpoczęty został w 1670 r. prawdopodobnie wg projektu d'Alio, a ukończony w 1691 r. przez architekta konwentu krzeszowskiego Marcina Urbana. Jest to budowla orientowana, murowana z kamienia, jednonawowa z rzędami kaplic z emporami. Fasadę zachodnią akcentuje kwadratowa wieża. Wnętrze nakrywają sklepienia kolebkowe z bogatą stiukową dekoracją geometryczno-roślinną. Zwraca uwagę również bogaty wystrój rzeźbiarski ołtarzy, pochodzących z przebudowanego na początku XVIII w. kościoła klasztornego w Krzeszowie.
Od 2008 roku parafianie przygotowują na terenie przykościelnym żywą szopkę. Oprócz figur prezentujących świętą rodzinę, wykorzystywane są żywe zwierzęta (osły, cielaki, kozy, owce, króliki, gołębie, kury) udostępniane przez parafian. Wierni i turyści odwiedzający szopkę mogą wspomóc wybrany cel składając datek do skarbonki.
6 stycznia mieszkańcy odtwarzają przy szopce pokłon Trzech Króli. Mieszkańcy odtwarzający rolę Trzech Króli przyjeżdżają do świętej rodziny na koniach, przekazują dary zgodnie z biblijnym przekazem. 

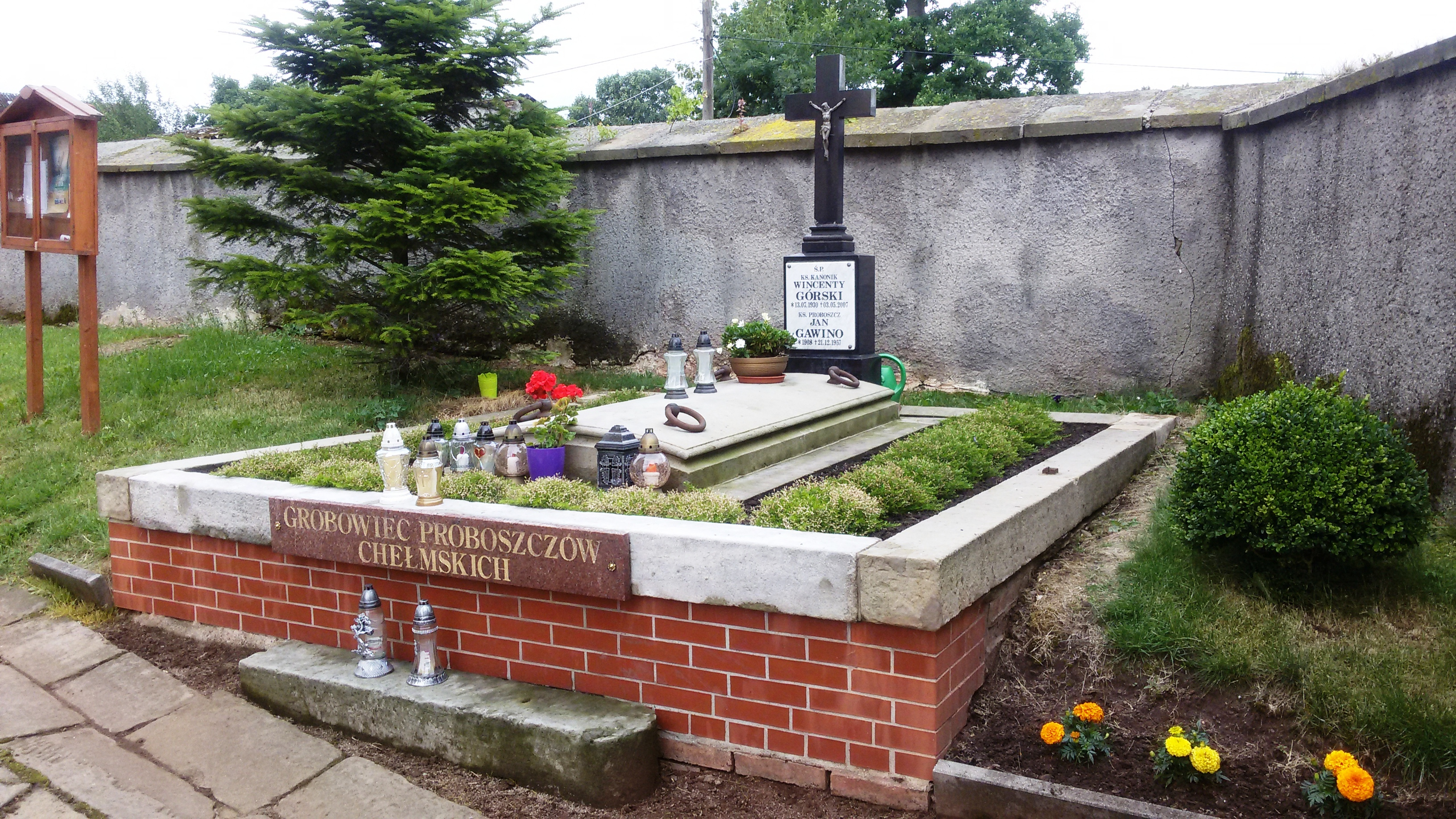
Grobowiec proboszczów

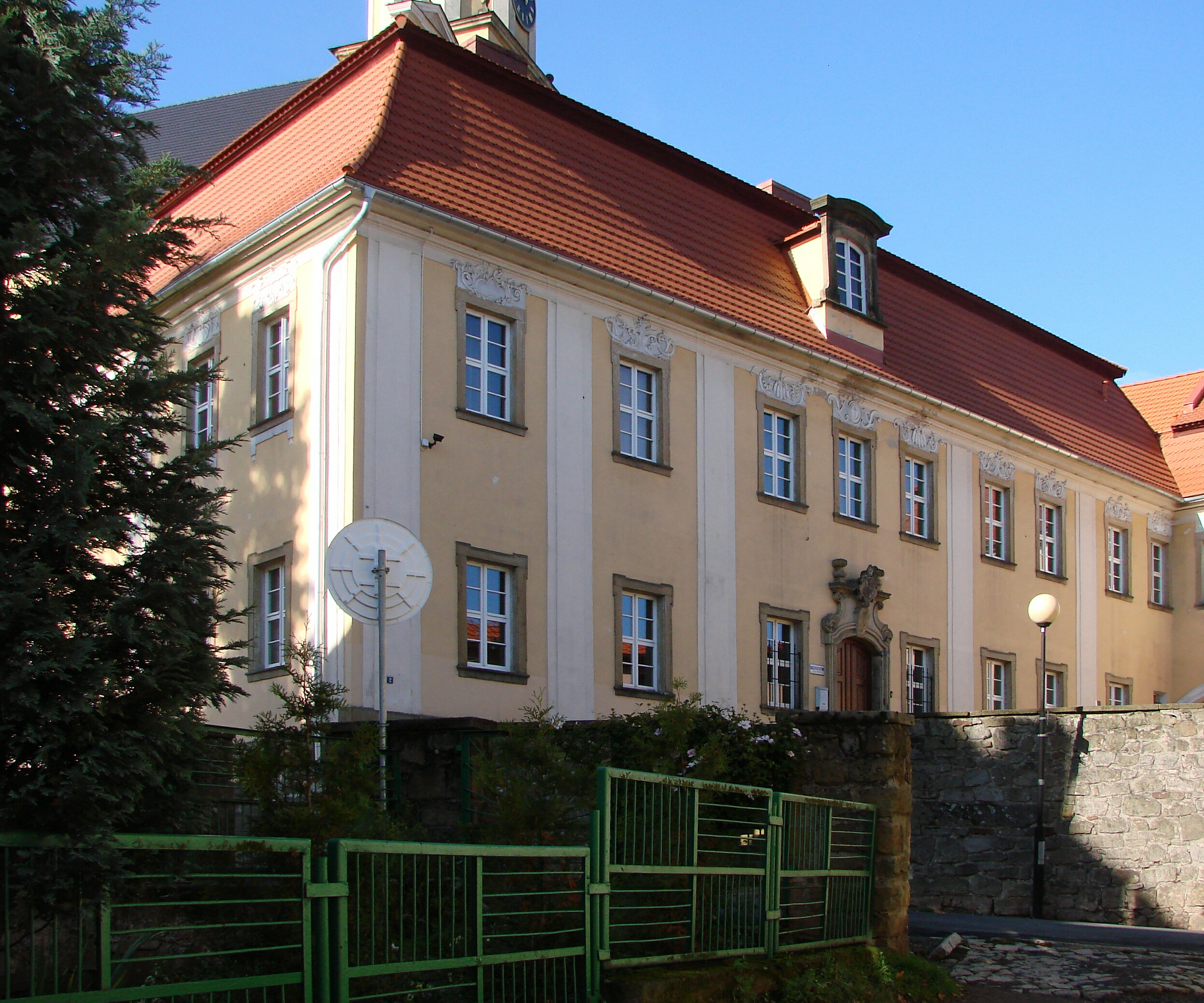
Plebania

## Miejscowości należące do parafii
- Chełmsko Śląskie
- Błażejów
- Okrzeszyn
- Olszyny
- Uniemyśl

## Zgromadzenia zakonne
- Siostry Elżbietanki, ul. Powstańców 7, 58-407 Chełmsko Śl. Siostry prowadzą Dom Opieki dla kobiet.

## Cmentarze
Parafialny grzebalny przylega do ogrodzenia kościoła. Pochowani księża: ks. Jan Gawino (zm. 1957). Wokół prezbiterium są pochowani: Petrus Sigert – duszpasterz Chełmska Śląskiego w latach 1808-1828, Ignaz Thamm – ostatni cysters i pierwszy proboszcz po sekularyzacji, Ludwik Goldman (1829-1858), Eduard Heinisch (ur. 31 marca 1823, wyświęcony 18 czerwca 1842, zm. 1895). Murowana brama cmentarna została wzniesiona w 1658 r. Przez prawie 34 lata posługę duszpasterską w parafii pełnił ks. Wincenty Górski (ur. 13 lipca 1930, zm. 3 maja 2007), wyświęcony 15 czerwca 1958 r. we Wrocławiu. Spoczywa na kościelnym cmentarzu.

## Proboszczowie

### przed 1945 r.
- ks. Petrus Sigert – w latach 1808 - 1828[3]
- ks. Anton Ullrich – ust. 7 sierpnia 1828[4]
- ks. Ignaz Thamm – ust. 26 listopada 1850[5]
- ks. Eduard Heinisch – ust. 19 marca 1857[6], ponownie 19 marca 1867[2]
- ks. Heinrich Tschepe – ust. 12 maja 1895[7]
- Vacat. ks. Berthold Pohl p.o. proboszcza – ust. 10 października 1899[8]
- ks. Paul Hahnel – ust. 9 kwietnia 1900[9]
- ks. Alois Buchali – ust. 7 czerwca 1909[10]
- ks. Friedrich Ziron – ust. 8 września 1915[11]
- ks. Stanisław Janowski – ust. 21 grudnia 1921[12]
- ks. Herbert Herzmann – ust. 27 września 1941[13]

### po 1945 r.[3]
- 1. ks. Jan Gawino 1945 − 1957
- 2. ks. Adolf Żółczyński 1957 − 1968
- 3. ks. Edward Taraszka 1968 − 1971
- 4. ks. Wincenty Górski  1971 − 2005
- 5. ks. Stanisław Kowalski 2005 −

## Powołania duchowne po 1945 r.
- o. Maksymilian Putyra CCG
- s. Scholastyka Klimczak
- s. Pelagia Janik

## Obiekty sakralne na terenie parafii
- Kościół pomocniczy św. Anny na szczycie góry w lesie, wybudowany z 1699 r. w stylu barokowym, odnowiony w 1722 r. Do 1810 r. należał do cystersów z Krzeszowa. Wielokrotnie restaurowany, używany w okresie letnim.
- Kościół św. Michała Archanioła w Okrzeszynie (nieczynny od 1945)
- Kościół św. Mateusza w Uniemyślu (nieczynny, ruina od 1972)
- Kaplica w Okrzeszynie (magazyn)
- Dawny kościół ewangelicki przy ul. Kościelnej 8 – murowany z ok. 1890 r. z prostokątną nawą, wydzielonym prezbiterium zakończonym półkoliście, przybudówkami i wieżą na osi. Wykorzystywany był jak magazyn fabryczny, później hala sportowa, obecnie popada w ruinę.
- Przydrożna kapliczka domkowa w Błażejowie
- Przydrożna kapliczka domkowa w Olszynach
- Kaplica cmentarna – murowana z ok. 1915 r.
- Kaplica św. Jana Nepomucena (na plebanii).

## Kalendarium
- 7 października 2017 r. o godz. 14.00 − miała miejsce ogólnopolska inicjatywa modlitewna: "Różaniec do Granic" w specjalnie wyznaczonych punktach modlitewnych w całej Polsce, m.in. w Chełmsku Śl., w której uczestniczyło ok. 500 mieszkańców regionu[14].